# Dolînske, Solone
Dolînske (în ucraineană Долинське) este un sat în comuna Oleksandropil din raionul Solone, regiunea Dnipropetrovsk, Ucraina.

## Demografie
Componența lingvistică a localității Dolînske
     Ucraineană (100%)
Conform recensământului din 2001, toată populația localității Dolînske era vorbitoare de ucraineană (100%).